# Sharwanand
Sharwanand Myneni (Vijayawada, 6 maart 1984), bekend onder het mononiem Sharwanand, is een Indiaas acteur die met name in de Telugu filmindustrie actief is.

## Biografie
Sharwanand kwam voor het eerst onder de aandacht van de media in een Thums Up-advertentie met Chiranjeevi. Hij maakte zijn acteerdebuut met Aidho Tareekhu in 2004. De opvolgende jaren speelde Sharwanand samen met populaire sterren als Chiranjeevi in Shankar Dada M.B.B.S. en met Venkatesh in Sankranthi en Lakshmi. Sharwanand werd bekend met Vennela en Amma Cheppindi. Hij maakte zijn debuut in de Tamil filmindustrie met Kadhalna Summa Illai. Sharwanand's grote doorbraak kwam met Run Raja Run wat een van de meest winstgevende films van 2014 werd.
Sharwanand is de neef van acteur Ram Pothineni.

## Filmografie
| Jaar | Film                      | Rol                       | Opmerking                             |
| ---- | ------------------------- | ------------------------- | ------------------------------------- |
| 2004 | Aidho Tareekhu            | Sharwanand                |                                       |
| 2004 | Gowri                     | Krishna                   |                                       |
| 2004 | Shankar Dada M.B.B.S      | Vijay                     |                                       |
| 2004 | Yuvasena                  | Aravind                   |                                       |
| 2005 | Sankranthi                | Vamsi                     |                                       |
| 2005 | Vennela                   | Ritesh                    |                                       |
| 2006 | Lakshmi                   | broer van Lakshmi         |                                       |
| 2006 | Amma Cheppindi            | Bose                      |                                       |
| 2006 | Veedhi                    | Surya                     |                                       |
| 2007 | Classmates                | Murali                    |                                       |
| 2008 | Gamyam                    | Abhiram                   |                                       |
| 2009 | Kadhalna Summa Illai      | Abhiram                   | Tamil film                            |
| 2009 | Naalai Namadhe            | Raju                      | Tamil film                            |
| 2009 | Raju Maharaju             | Kalyan                    |                                       |
| 2010 | Andari Banduvaya          | Nandu                     | ook zanger "Jama Chattuki Jamakayalu" |
| 2010 | Prasthanam                | Mitra                     |                                       |
| 2011 | Engeyum Eppodhum          | Gautham                   | Tamil film                            |
| 2012 | Nuvva Nena                | Anand                     |                                       |
| 2012 | Ko Antey Koti             | Vamsi                     | ook producent                         |
| 2013 | Satya 2                   | Satya                     |                                       |
| 2014 | Run Raja Run              | Raja Harishchandra Prasad |                                       |
| 2015 | Malli Malli Idi Rani Roju | Raja Ram                  |                                       |
| 2015 | JK Enum Nanbanin Vaazhkai | Jayakumar                 | Tamil film                            |
| 2016 | Express Raja              | Raja                      |                                       |
| 2016 | Rajadhi Raja              | Jayakumar                 |                                       |
| 2017 | Sathamanam Bhavati        | Raju                      |                                       |
| 2017 | Radha                     | agent Radha Krishna       |                                       |
| 2017 | Mahanubhavudu             | Anand                     |                                       |
| 2018 | Padi Padi Leche Manasu    | Surya                     |                                       |
| 2019 | Ranarangam                | Deva                      |                                       |
| 2020 | Jaanu                     | K. Ramachandra            |                                       |
| 2021 | Sreekaram                 | Karthik                   |                                       |
| 2021 | Maha Samudram             | Arjun                     |                                       |
| 2022 | Aadavallu Meeku Johaarlu  | Chiranjeevi               |                                       |
| 2022 | Oke Oka Jeevitham/ Kanam  | Adhi/ Kutlu               | Telugu/ Tamil film                    |
| 2024 | Manamey                   | Vikram                    |                                       |